# Liste der Bodendenkmale in Dahmetal
In der Liste der Bodendenkmale in Dahmetal sind alle Bodendenkmale der brandenburgischen Gemeinde Dahmetal und ihrer Ortsteile aufgelistet. Grundlage ist die Veröffentlichung der Landesdenkmalliste mit dem Stand vom 31. Dezember 2020. Die Baudenkmale sind in der Liste der Baudenkmale in Dahmetal aufgeführt.
|    | Gemarkung                   | Flur | Kurzansprache | Bodendenkmalnummer | Bemerkung | Bild |
| -- | --------------------------- | ---- | --- | ------------------ | --------- | ---- |
| 1  | Görsdorf (Lage)             | 3    | Dorfkern deutsches Mittelalter, Dorfkern Neuzeit                                                                           | 131049             |           |      |
| 2  | Görsdorf (Lage)             | 5    | Acker deutsches Mittelalter, Siedlung Ur- und Frühgeschichte                                                               | 131050             |           |      |
| 3  | Görsdorf (Lage)             | 2    | Dorfkern deutsches Mittelalter, Schloss Neuzeit, Schloss deutsches Mittelalter, Dorfkern Neuzeit                           | 131051             |           |      |
| 4  | Görsdorf (Lage)             | 5    | Siedlung Urgeschichte | 131214             |           |      |
| 5  | Görsdorf (Lage)             | 3    | Siedlung Eisenzeit | 131215             |           |      |
| 6  | Görsdorf (Lage)             | 5    | Hügelgräberfeld Urgeschichte                                                                                               | 131219             |           |      |
| 7  | Görsdorf (Lage)             | 5    | Hügelgräberfeld Urgeschichte                                                                                               | 131349             |           |      |
| 8  | Görsdorf, Zagelsdorf (Lage) | 5, 1 | Siedlung Urgeschichte | 131213             |           |      |
| 9  | Liedekahle (Lage)           | 2    | Dorfkern Neuzeit, Dorfkern deutsches Mittelalter                                                                           | 131047             |           |      |
| 10 | Liedekahle (Lage)           | 2    | Gräberfeld Bronzezeit | 131048             |           |      |
| 11 | Liedekahle (Lage)           | 2    | Siedlung Ur- und Frühgeschichte                                                                                            | 131216             |           |      |
| 12 | Liedekahle (Lage)           | 1    | Siedlung Urgeschichte | 131217             |           |      |
| 13 | Liedekahle (Lage)           | 2    | Hügelgrab Urgeschichte | 131218             |           |      |
| 14 | Liedekahle (Lage)           | 1    | Hügelgräberfeld Urgeschichte                                                                                               | 131220             |           |      |
| 15 | Prensdorf (Lage)            | 3    | Acker Neuzeit, Acker deutsches Mittelalter, Hügelgräberfeld Bronzezeit                                                     | 131042             |           |      |
| 16 | Prensdorf (Lage)            | 3    | Dorfkern Neuzeit, Dorfkern deutsches Mittelalter                                                                           | 131043             |           |      |
| 17 | Prensdorf (Lage)            | 4    | Siedlung Urgeschichte | 131222             |           |      |
| 18 | Wentdorf (Lage)             | 1    | Siedlung slawisches Mittelalter, Dorfkern deutsches Mittelalter, Siedlung Eisenzeit, Dorfkern Neuzeit, Siedlung Bronzezeit | 131053             |           |      |
| 19 | Wentdorf (Lage)             | 1    | Siedlung Urgeschichte | 131223             |           |      |